# Нюанси синьо
Нюанси синьо (на английски: Shades of Blue) е американски криминален драматичен телевизионен сериал, създаден от Ади Хейсак и излъчван по канал Ен Би Си, чието премиера е на 7 януари 2016 г. Историята се развива в Ню Йорк, а в главната роля е Дженифър Лопес като Харли Сантос, детектив и самотна майка, която е принудена да работи за работната група на ФБР за борба с корупцията, докато се занимава със собствените си финансови и семейни проблеми.
През март 2017 г. поредицата е подновена за трети сезон. По-късно Ен Би Си обявява през април 2018 г., че това ще е последният сезон и че ще се състои от 10 епизода. Премиерата на третия сезон е на 17 юни 2018 г., а финалът на сериала е на 19 август 2018 г.

## Сюжет
Харли Сантос е полицейски детектив в Ню Йорк и самотна майка, която се бори с финансовите си проблеми. Работата ѝ обаче я поставя пред дилемата дали да направи правилното за своята дъщеря, като застане на страната на истината, или да прикрие корумпираните си полицейски колеги.

## Актьори и герои

### Основни
- Дженифър Лопес – Харли Сантос, корумпиран детектив с отряда за улични престъпления в 64-тия участък на Нюйоркската полиция в Бруклин и информатор на ФБР за групата за борба с корупцията. Тя е самотна майка на 16-годишната Кристина. Бащата на Кристина е насилник и малко след излизането му от затвора през 2005 г. Харли го е натопила за убийство. Тя се присъедини към екипа на лейтенант Возняк, след като той помогна да прикрие кадровата ѝ работа. След като е арестувана от ФБР в антикорупционно разследване, тя се превръща в неохотен информатор срещу Возняк в замяна на имунитет.
- Рей Лиота – Мат Возняк, корумпиран лейтенант, който е командир на отряда за улични престъпления на 64-тия участък и основната цел в разследването на ФБР за борба с корупцията. Той е 25-годишен ветеран от силите, а преди това е прекарал шест години в морската пехота на САЩ. Той е много близък с Харли, която смята за дъщеря, и с дъщерята на Харли, Кристина.
- Дреа де Матео – Тес Назарио, полицейски детектив, която в сезон 3 е патрулен полицай.
- Уорън Кол – Робърт Стал, специален агент на ФБР и надзорник на Харли. Той развива мания по нея.
- Дайо Окенай – Майкъл Ломан, детектив-новобранец, назначен на 64-тия участък.
- Хамптън Флукър – Маркус Туфо, полицейски детектив, който в сезон 3 е патрулен полицай.
- Винсънт Лареска – Карлос Еспада, детектив в екипа на Возняк.
- Сара Джефри – Кристина Сантос, 16-годишната дъщеря на Харли и музикално чудо.
- Джино Антъни Песи – Джеймс Нава (сезон 2-3, поддържащ в сезон 1), новият помощник-окръжен прокурор на 64-ти участък, който има връзка с Харли.

### Поддържащи
- Лесли Силва – Гейл Бейкър, отговаряща специален агент на ФБР и стара приятелка на Харли, която я определя за къртицата под надзора на Стал.
- Сантино Фонтана – Дейвид Сапърстин (сезон 1), детектив, който е част от екипа на Возняк. Возняк го убива, след като подозира, че той е къртицата в екипа.
- Майкъл Еспър – Дони Помп (сезон 1), корумпиран лейтенант и член на вътрешните работи на нюйоркската полиция, който е в съюз с Возняк.
- Лолита Давидович (сезон 1) и Маргарет Колин (сезон 2-3) – Линда Возняк, съпругата на Мат.
- Ани Чанг – Моли Чен (сезон 1), специален агент на ФБР и партньор на Стал. По-късно тя се чувства много неудобно от нарастващата мания на Стал по Харли.
- Марк Деклин – Джо Назарио (сезон 1), съпругът на Тес, с която в крайна сметка се развеждат.
- Ерика Аш – Ерика (сезон 1), любовен интерес на Ломан.
- Катрин Кейтс – Майката на Дейвид (сезон 1)
- Антонио Харамио – Мигел Сепеда (сезон 1), бившето гадже на Харли и бащата на Кристина. Возняк и Харли се уговарят да го натопят за убийство, за да бъдат Харли и Кристина в безопасност. По-късно той е освободен и се опитва да се свърже отново с дъщеря си, но многократно е спиран от Харли, тъй като тя иска да държи Кристина далеч от него. Харли в крайна сметка го убива при самозащита, след като той се опитва да я изнасили. Изчезването му се превръща във фокусна точка в сезон 2, когато Стал се опитва да разкрие истината за изчезването му.
- Ванеса Вандер Плуим – Джина Родригес (сезон 2-3), проститутка, която Стал посещава поради приликата ѝ с Харли. Ванеса също е дубльорка на Дженифър Лопес. Джина е убита от Стал в опит да натопи Харли.
- Дов Давидоф – Том Верко (сезон 2-3), детектив, служил като следовател по вътрешни разследвания.
- Камерън Скогинс – Нейт Возняк (сезон 2-3), синът на Мат и Линда и братът на Ана Кейт. Той пребива наркодилъра, който продава на Анна Кейт дрогата, с която е предозирала, и го оставя да умре, и щеше да се озове в затвора, ако Джулия Айръс не го прикрива.
- Ана Ган – Джулия Айръс (сезон 2), кандидат-кмет на Ню Йорк. Тя е бивщ член на екипа на Возняк преди повишаването ѝ в капитан на нюйоркската полиция. През сезон 2 тя става обект на разследване на ФБР, водено от Стал. По-късно тя се самоубива, след като последствия между нея и Возняк заплашват да изложат на бял свят всичките ѝ злодеяния, точно както е избрана за кмет на Ню Йорк.
- Карсен Лиота – Ана Кейт Возняк (сезон 3), дъщерята на Мат и Линда. Карсен Лиота е дъщеря на Рей Лиота в реалния живот. Тя играе починалата дъщеря на героя на баща си. Мат вижда видения на дъщеря си.
- Афтън Уилямсън – Кейти Майърс (сезон 3), специален агент на ФБР, назначен да търси Стал, след като той става беглец, но по-късно се разкрива, че е свързана с него, поради това, че Стал е спасил живота ѝ, когато двамата са били в Куантико. По-късно Стал я убива, след като опитът им за доказателства срещу Харли се разпада и тя отказва да му помогне отново, след като открива, че е пазил определени тайни от нея.
- Брус Макгил – Джордън Рамзи (сезон 3), корумпираният капитан, който оглавява разузнавателното звено на нюйоркската полиция.
- Ник Уекслър – Антъни Кол (сезон 3), лейтенант от разузнавателния отдел, който се обръща срещу тях, след като те организират смъртта на неговия партньор.
- Виктор Търпин – Енрике Ортис (сезон 3), разглезеният син на опасен, властен и богат колумбийски наркобос. Семейството му има къртици в полицейското управление, които се грижат той да бъде освободен, след като е арестуван от Сантос.

## Продукция
През февруари 2014 г. Ен Би Си дава директна поръчка за 13 епизода. На 3 юни 2015 г. е пуснат трейлър, съдържащ кадри на Дженифър Лопес, Рей Лиота и Дреа де Матео. Премиерата на сериала е на 7 януари 2016 г. На 5 февруари 2016 г. Ен Би Си подновява Нюанси синьо за втори сезон, чиято премиера е на 5 март 2017 г. На 17 март 2017 г. поредицата е подновена за трети сезон. На 4 април 2018 г. Ен Би Си обявява, че това ще бъде последният сезон и ще съдържа 10 епизода. Премиерата на третия сезон е на 17 юни 2018 г.

### Кастинг
През 2014 г. Дженифър Лопес получава главната роля. На 26 февруари 2015 г. Лиота, Де Матео, Лареска и Уорън Коле са избрани за ролите на Мат Возняк, Тес Назарио, Тони Еспада и Робърт Стал съответно. Дайо Окенай получава ролята на Майкъл Ломан. На 30 март 2015 г. Хамптън Флукър е избран за ролята на Маркус Туфо. На 8 април 2015 г. Сара Джефри е избрана за ролята на дъщерята на Сантос, Кристина. На 13 април 2015 г. Джино Антъни Песи е избран за ролята на Джеймс Нава. На 15 юни 2016 г. Ана Гън се присъединява към втория сезон на сериала.

### Снимки
Заснемането на първия сезон започва на 5 юни 2015 г. на различни локации в Ню Йорк. Снимките на втория сезон започват през юли 2016 г. в Ню Йорк. Записите на третия сезон започват през април 2017 г. в Ню Йорк.

## В България
Сериалът е излъчен по Fox Crime, Нова телевизия и Диема. Дублажът е на студио Доли. Ролите се озвучават от Ани Василева, Даниела Сладунова, Любомир Младенов, Николай Николов, Васил Бинев в първи и втори сезон и Росен Плосков в трети.